# Ariston Thermo
Ariston Thermo este o companie italiană producătoare de echipamente destinate încălzirii: centrale de încălzire, boilere electrice, pompe de căldură, încălzire solară și alte produse de gen.
În anul 2014, compania a avut o cifră de afaceri de 1,3 miliarde euro.

## Ariston Thermo în România
Principalele game de produse comercializate de Ariston Thermo în România sunt centralele termice (pondere – 65%), boilerele electrice (pondere – 25%), în timp ce 10% este asigurată de pompele de căldură și panourile solare.
Cifra de afaceri în 2014: 24,5 milioane de euro 